# Túnel Concourse
El Túnel Concourse alberga los trenes de los servicios  y  del Metro de Nueva York bajo el Río Harlem entre los boroughs de Manhattan y el Bronx, en la Ciudad de Nueva York.